# Jules Lambeaux
Jules Lambeaux (Antwerpen, 7 oktober 1858 - Sint-Gillis, 27 januari 1890) was een Belgisch kunstschilder.

## Levensloop
Jules Thomas Jacques Lambeaux, geboren op 7 oktober 1858, is de zoon van Thomas Lambeaux en van Marie Lonen. Hij is de broer van de vermaarde beeldhouwer Jef Lambeaux.
Hij studeerde aan de Kunstacademie in Antwerpen en legde zich toe op het genretafereel, het interieur en de historieschildering.
In 1887 ondernam hij een reis in Spanje in het gezelschap van kunstschilder Gustave Vanaise.
De Antwerpse schilder Charles Mertens maakte in 1885 een schilderij dat Jules Lambeaux' atelier voorstelt (Gent, Museum voor Schone Kunsten).
Na zijn dood op 27 januari 1890, werd hij in de bregraafplaats van Kiel in Antwerpen begraven. 

## Musea
- Antwerpen, Kon. Museum voor Schone Kunsten : "De apotheek in het Sint-Janshospitaal in Brugge"